# Hehe
El Hehe és una llengua bantu parlada pels hehe de la Regió d'Iringa, a Tanzània, que s'estén al sud del Riu Gran Ruaha. S'ha apuntat que té trets del ngoni i és cert que presenta paraules que van ser introduïdes quan la zona va ser conquerida per pobles ngoni al començament del segle xix. No obstant això, havent transcorregut 150 anys, sembla que moltes expressions "ngoni" s'han perdut, i el hehe s'assembla avui més a les llengües dels pobles que els envolten.
El hehe té una similitud lèxica del 65% amb el bena, del 59% amb el pangwa, del 50% amb el lekinga i del 48% amb el vwanji.
El 1977 s'estimava que hi havia 190,000 parlants de hehe, però el 2006 aquesta xifra era de 810.000 parlants. Aquests parlants es reparteixen entre dues varietats dialectals: el Kosisamba (Kojisamba, Kotsisamba) i el Sungwa (Dzungwa, Tsungwa).
El hehe té 15 classes de noms, similars als gèneres de les llengües europees. Aquestes classes apareixen marcades amb un prefix.
Hi ha una traducció de la Bíblia al hehe, i també s'han publicat algunes gramàtiques i un diccionari d'aquesta llengua.